# Tanysiptera sylvia
El alción colilargo silvia (Tanysiptera sylvia) es una especie de ave coraciforme de la familia Halcyonidae que vive en Nueva Guinea, las islas Bismarck y el noreste de Australia.

## Descripción
El plumaje de sus partes inferiores es de tonos anaranjados claros, mientras que las partes superiores son principalmente de color azul oscuro. Presenta una franja negra desde el pico a la nuca que atraviesa los ojos. Su obispillo y las dos plumas centrales de su larga cola son de color blanco al igual que una mancha en la parte superior de la espalda. Su pico es rojo.

## Comportamiento
Anida únicamente en termiteros.